# Winogradnoje (Kaliningrad)
Winogradnoje (russisch Виноградное, deutsch Schaudienen, 1938 bis 1945 Kornhöfen, litauisch Šaudynai) ist ein Ort in der russischen Oblast Kaliningrad. Er gehört zur kommunalen Selbstverwaltungseinheit Stadtkreis Polessk im Rajon Polessk. Zu Winogradnoje gehört auch das ehemalige Korklienen.

## Geographische Lage
Winogradnoje liegt 27 Kilometer östlich der Stadt Polessk (Labiau) an einer Nebenstraße, die von Salessje (Mehlauken/Liebenfelde) in den Rajon Slawsk bis nach Gromowo (Lauknen/Hohenbruch) führt. Bis 1945 war Uszballen/Mühlenau (heute nicht mehr existent) die nächste Bahnstation, heute „abgelöst“ von Salessje an der Bahnstrecke Kaliningrad–Sowetsk (Königsberg–Tilsit).

## Geschichte
Vor 1945 bestand der einst Schaudienen genannte Ort aus einem Gut mit ein paar Höfen. Von 1874 bis 1945 war das Dorf in den Amtsbezirk Uszballen (ab 1936: Uschballen, ab 1938: Mühlenau, nicht mehr existent) eingegliedert und gehörte zum Kreis Labiau im Regierungsbezirk Königsberg der preußischen Provinz Ostpreußen. Im Jahre 1910 waren in Schaudienen 162 Einwohner gemeldet. Ihre Zahl sank bis 1933 auf 136 und betrug – nach Umbenennung des Ortes in „Kornhöfen“ am 3. Juni 1938 – im Jahre 1939 noch 103.
Mit dem gesamten nördlichen Ostpreußen wurde Kornhöfen 1945 der Sowjetunion zugeordnet. 1947 erhielt das Dorf (als Schaudienen) die russische Bezeichnung Winogradnoje und wurde gleichzeitig dem Dorfsowjet Salessowski selski Sowet im Rajon Bolschakowo zugeordnet. Seit 1965 gehört der Ort zum Rajon Polessk. Von 2008 bis 2016 gehörte Winogradnoje zur Landgemeinde Salessowskoje selskoje posselenije und seither zum Stadtkreis Polessk.

## Kirche
Die überwiegend evangelische Bevölkerung Schaudienens resp. Kornhöfens war bis 1945 in das Kirchspiel der Kirche Mehlauken (1938 bis 1946: Liebenfelde, heute russisch: Salessje) integriert. Sie war Teil des Kirchenkreises Labiau in der Kirchenprovinz Ostpreußen der Evangelischen Kirche der Altpreußischen Union. Heute liegt Winogradnoje im Einzugsbereich der evangelisch-lutherischen Gemeinde in Bolschakowo (Groß Skaisgirren, 1938 bis 1946 Kreuzingen), einer Filialgemeinde in der Kirchenregion der Salzburger Kirche in Gussew (Gumbinnen) innerhalb der Propstei Kaliningrad der Evangelisch-lutherischen Kirche Europäisches Russland.